# Alarm bojowy

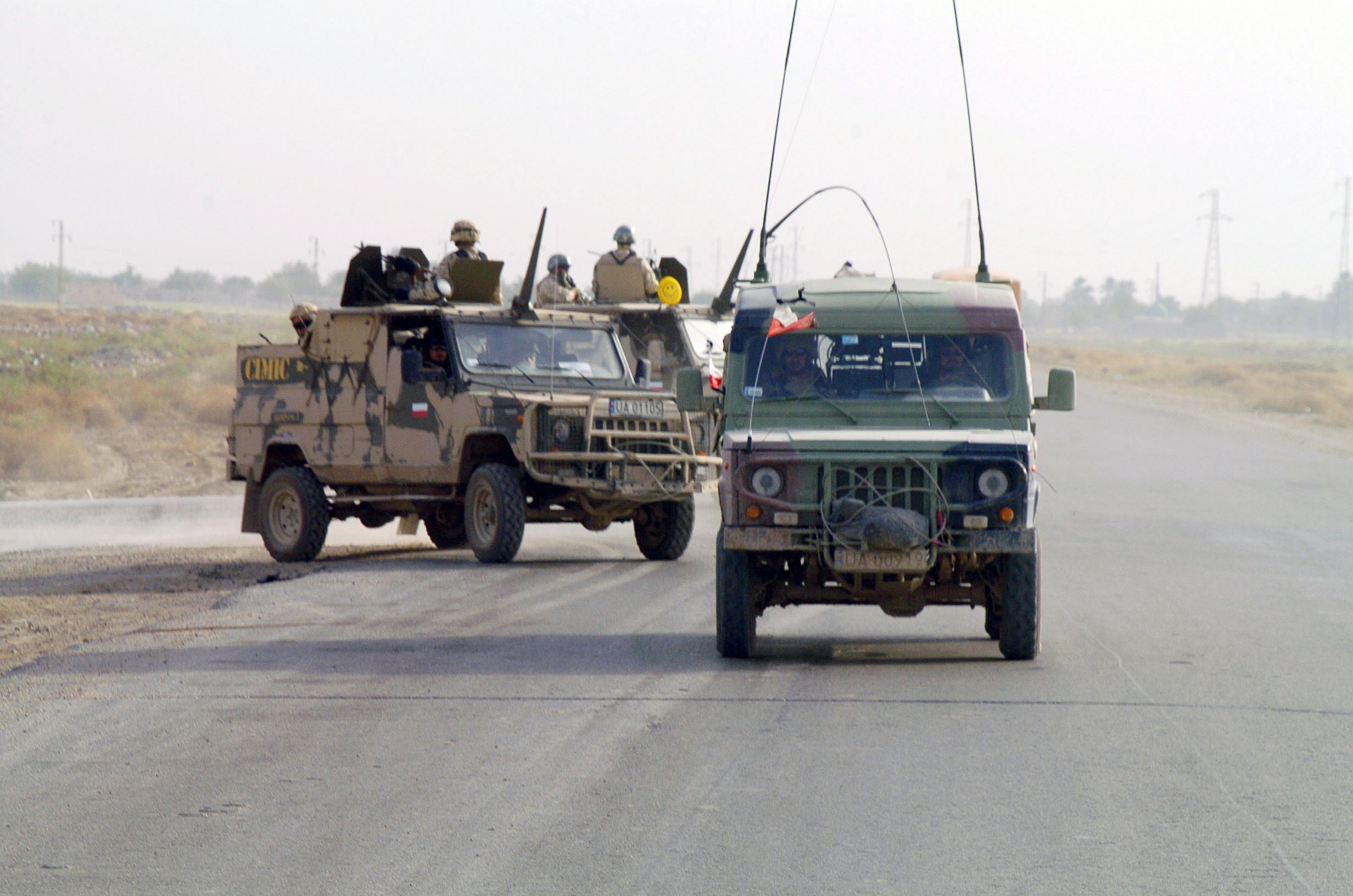
Polski patrol wojskowy – wojna w Iraku

Alarm bojowy – rozkaz lub umówiony sygnał podany za pomocą radia, syreny lub innych środków, nakazujący pospieszne przejście pododdziałów w stan gotowości bojowej. Najczęściej alarm bojowy poprzedzony jest stanem podwyższonej gotowości bojowej, choć może być też ogłaszany bezpośrednio.